# 藤原滿
藤原滿（1946年9月18日—）為日本的棒球選手，出生於愛媛県松山市。他曾效力於日本職棒福岡軟體銀行鷹等，1982年退休，生涯通算65支全壘打。